# Harutaka Ono
Harutaka Ono (大野 敏隆, Ono Harutaka) est un footballeur japonais né le 12 mai 1978.